# Лафаєтт (Каліфорнія)
Лафаєтт (англ. Lafayette) — місто (англ. city) в США, в окрузі Контра-Коста штату Каліфорнія. Населення — 25 391 особа (2020).

## Географія
Лафаєтт розташований за координатами 37°53′28″ пн. ш. 122°7′10″ зх. д. / 37.89111° пн. ш. 122.11944° зх. д. (37.891004, -122.119529).  За даними Бюро перепису населення США в 2010 році місто мало площу 39,85 км², з яких 39,42 км² — суходіл та 0,43 км² — водойми.

### Клімат
| Клімат : Лафаєтт        | Клімат : Лафаєтт | Клімат : Лафаєтт | Клімат : Лафаєтт | Клімат : Лафаєтт | Клімат : Лафаєтт | Клімат : Лафаєтт | Клімат : Лафаєтт | Клімат : Лафаєтт | Клімат : Лафаєтт | Клімат : Лафаєтт | Клімат : Лафаєтт | Клімат : Лафаєтт | Клімат : Лафаєтт |
| Показник                | Січ.             | Лют.             | Бер.             | Квіт.            | Трав.            | Черв.            | Лип.             | Серп.            | Вер.             | Жовт.            | Лист.            | Груд.            | Рік              |
| Абсолютний максимум, °C | 21,7             | 26,7             | 31,1             | 36,7             | 40,0             | 43,3             | 46,1             | 41,7             | 42,2             | 39,4             | 27,8             | 23,3             | 46,1             |
| Середній максимум, °C   | 12,2             | 15,6             | 17,8             | 21,7             | 25,6             | 28,9             | 30,6             | 30,6             | 28,3             | 23,9             | 17,2             | 12,8             | 22,1             |
| Середній мінімум, °C    | 3,9              | 5,6              | 6,7              | 7,8              | 10,0             | 12,2             | 12,8             | 12,8             | 12,2             | 9,4              | 6,1              | 3,9              | 8,6              |
| Абсолютний мінімум, °C  | −6,7             | −3,3             | −1,7             | −1,7             | 1,1              | −0,6             | 5,0              | 5,6              | 4,4              | 1,1              | −3,9             | −7,2             | −7,2             |
| Норма опадів, мм        | 108              | 97               | 82               | 26               | 12               | 3                | 1                | 2                | 6                | 24               | 66               | 71               | 498              |
| ----------------------- | ---------------- | ---------------- | ---------------- | ---------------- | ---------------- | ---------------- | ---------------- | ---------------- | ---------------- | ---------------- | ---------------- | ---------------- | ---------------- |
| Джерело: Intellicast    |                  |                  |                  |                  |                  |                  |                  |                  |                  |                  |                  |                  |                  |

## Демографія
Згідно з переписом 2010 року, у місті мешкали 23 893 особи в 9223 домогосподарствах у складі 6795 родин. Густота населення становила 600 осіб/км².  Було 9651 помешкання (242/км²).
Расовий склад населення:
| - 84,7 % — білих - 9,0 % — азіатів - 0,7 % — чорних або афроамериканців - 0,3 % — корінних американців - 0,1 % — вихідців з тихоокеанських островів - 1,0 % — осіб інших рас |

До двох чи більше рас належало 4,2 %. Частка іспаномовних становила 5,8 % від усіх жителів.
За віковим діапазоном населення розподілялося таким чином: 24,9 % — особи молодші 18 років, 58,5 % — особи у віці 18—64 років, 16,6 % — особи у віці 65 років та старші. Медіана віку мешканця становила 45,2 року. На 100 осіб жіночої статі у місті припадало 94,5 чоловіків;  на 100 жінок у віці від 18 років та старших — 91,3 чоловіків також старших 18 років.
Середній дохід на одне домашнє господарство  становив 190 968 доларів США (медіана — 137 895), а середній дохід на одну сім'ю — 222 222 долари (медіана — 176 127). Медіана доходів становила 137 727 доларів для чоловіків та 92 123 долари для жінок. За межею бідності перебувало 4,9 % осіб, у тому числі 1,7 % дітей у віці до 18 років та 2,8 % осіб у віці 65 років та старших.
Цивільне працевлаштоване населення становило 11 607 осіб. Основні галузі зайнятості: освіта, охорона здоров'я та соціальна допомога — 25,1 %, науковці, спеціалісти, менеджери — 24,0 %, фінанси, страхування та нерухомість — 15,2 %, роздрібна торгівля — 7,4 %.